# 半魚人

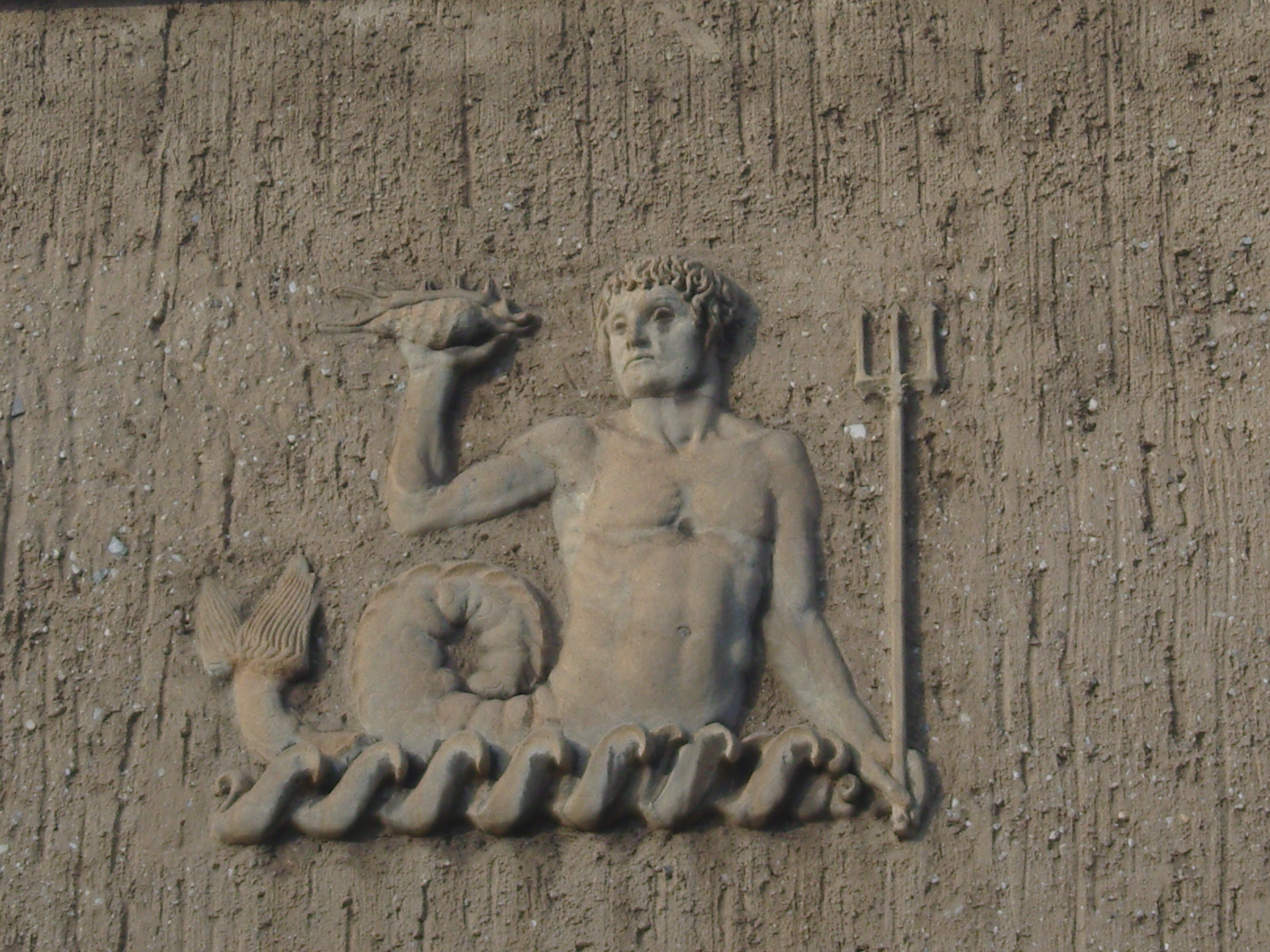
半魚人的雕刻

半魚人是擁有人類和魚類身體特徵的傳說生物。

## 概要
半魚人是身體擁有魚和人類部分特徵的一種半獸人。若擁有其他水棲生物的特徵也稱水棲人。

## 各種半魚人

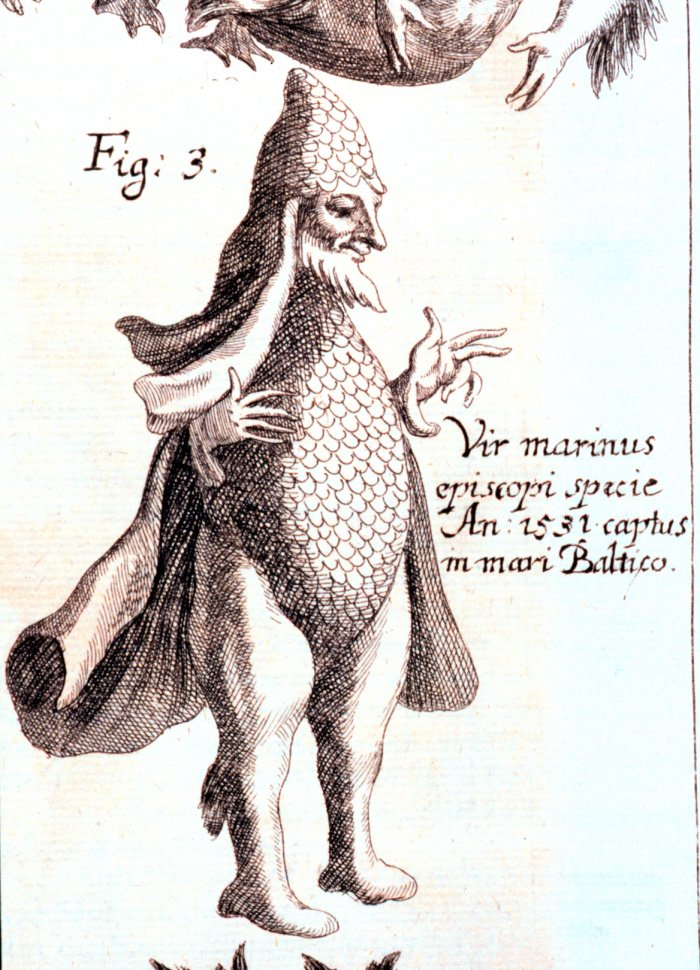
主教魚

- 阿普卡魯
- 達貢
- 主教魚
- 人魚
- 鮫人
  - 南海鮫人
- 半魚人 (黑湖妖潭)（英语：Gill-man）

## 關連項目
- 深潛者